# Гвозьдзяни
Гвозьдзяни (пол. Gwoździany, нім. Nagelschmieden) — село в Польщі, у гміні Павонкув Люблінецького повіту Сілезького воєводства.
Населення — 723 особи (2011).
У 1975-1998 роках село належало до Ченстоховського воєводства.

## Демографія
Демографічна структура станом на 31 березня 2011 року:
|          | Загалом | Допрацездатний вік | Працездатний вік | Постпрацездатний вік |
| -------- | ------- | ------------------ | ---------------- | -------------------- |
| Чоловіки | 350     | 66                 | 245              | 39                   |
| Жінки    | 373     | 57                 | 238              | 78                   |
| Разом    | 723     | 123                | 483              | 117                  |